# Јаворник (Идрија)
Јаворник (словен. Javornik, итал. Giavornico d’Idria) је насељено место у општини Идрија, Горишка регија, Словенија.

## Историја
До територијалне реорганизације у Словенији био је у саставу старе општине Идрија.

## Становништво
У попису становништва из 2011. године, Јаворник је имао 1 становника.
| Број становника према пописима | Број становника према пописима | Број становника према пописима |
| ------------------------------ | ------------------------------ | ------------------------------ |
| 1991                           | 2002                           | 2011                           |
| 9                              | З                              | 1                              |

- Ознака З представља заштићене податке

## Галерија
- јесен у Јаворнику
- астрономска опсервација